# Riviera dei Cedri
Riviera dei Cedri è il toponimo che identifica la fascia settentrionale del litorale tirrenico della Calabria, in provincia di Cosenza. Fanno parte della Riviera dei Cedri 24 comuni compresi fra Tortora e Cetraro.

## Etimologia
Il nome Riviera dei Cedri deriva dalla diffusa coltivazione del cedro (Citrus medica, "var. Liscia diamante", comunemente detta di Santa Maria del Cedro per la cospicua produzione di questo agrume in questa località), un agrume antichissimo le cui radici affondano nell'antichità classica e nell'ortodossia ebraica. Il cedro che cresce in quest'area è per gli ebrei la cultivar più pregiata, tant'è che molti rabbini giungono ogni anno a Santa Maria del Cedro per selezionare i cedri (Etrog in ebraico) adatti per i rituali di Sukkot (Festa della Capanne o dei Tabernacoli), che secondo la legge ebraica devono provenire da alberi di specie particolari ed essere privi di alcuni tipi di imperfezioni. Secondo alcune opinioni del pensiero ebraico, il frutto della conoscenza del giardino dell'Eden sarebbe proprio un Etrog.

### Geografia
Fra i comuni della Riviera spiccano, per la produzione del cedro, Santa Maria del Cedro, in cui oggi si concentra maggiormente la produzione, Scalea, Orsomarso, Santa Domenica Talao, Buonvicino, Belvedere Marittimo e Cetraro.
Una parte di tale territorio è compresa nel Parco nazionale del Pollino.